# فورت رایت، (تنسی)
فورت رایت (به انگلیسی: Fort Wright) یک منطقهٔ مسکونی در ایالات متحده آمریکا است که در تنسی واقع شده‌است.